# Pulchriphyllium bioculatum

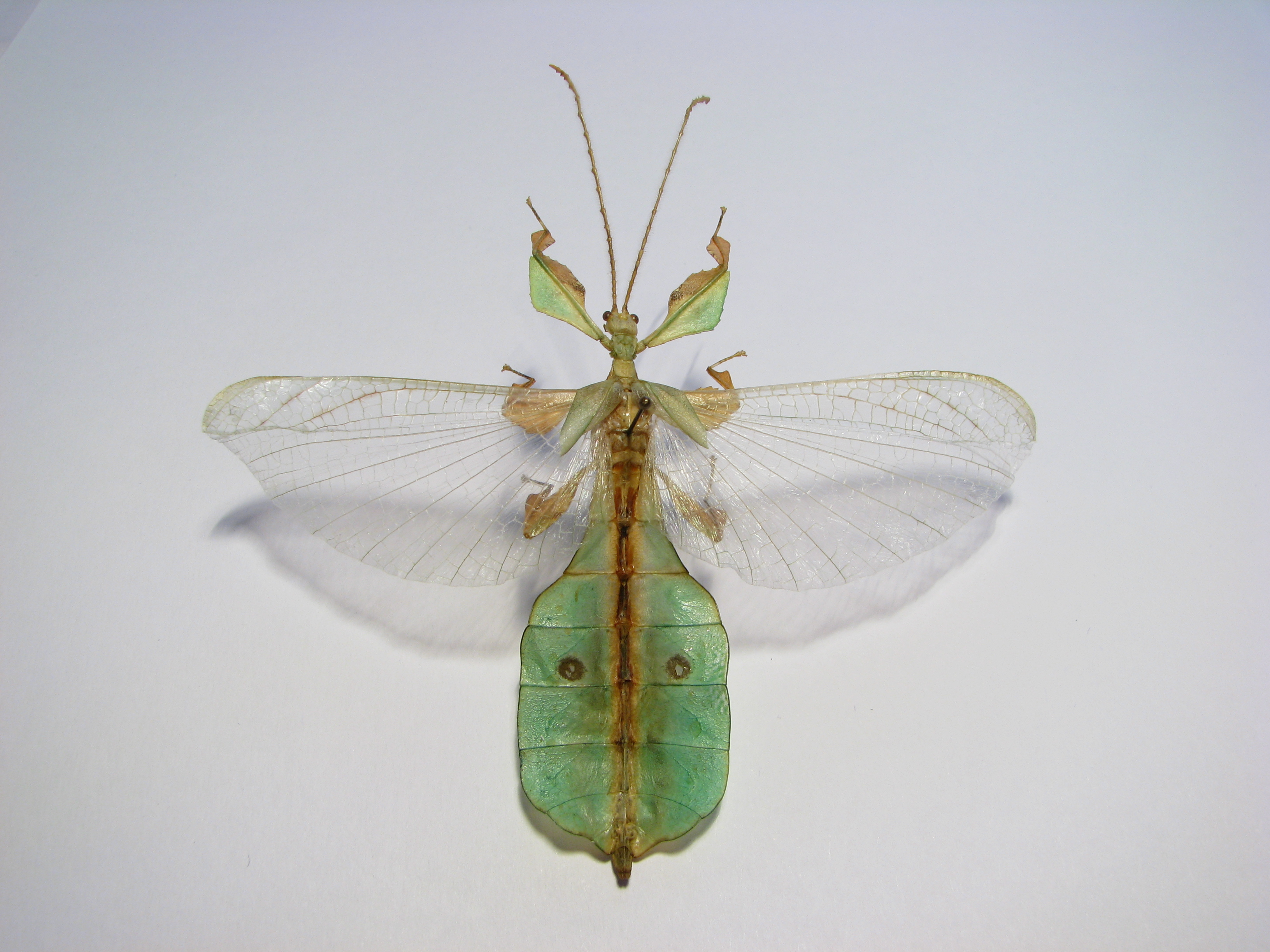
Präpariertes Männchen

Pulchriphyllium bioculatum (Syn. Phyllium (Pulchriphyllium) bioculatum) ist die am längsten in Terrarien gehaltene Art der Wandelnden Blätter (Phylliidae). Sie wurde bereits vor über 100 Jahren erfolgreich in Deutschland gehalten und gehört zu den bekanntesten Arten der Ordnung der Gespenstschrecken (Phasmatodea) überhaupt.

## Merkmale
Die Tiere sind je nach ihrer Herkunft und den klimatischen Bedingungen ihres Lebensraums hinsichtlich Körperform und Färbung sehr variabel. So gibt es Individuen, die grün, gelb, braun oder rötlich gesprenkelt oder fast einfarbig sind. Auch die Form und Größe des Hinterleibs und der blattartigen Verbreiterungen (Loben) an den Gliedmaßen variieren sehr stark. Die Weibchen erreichen eine Körperlänge von 67 bis 94 Millimetern, die Männchen bleiben mit 50 bis 68 Millimetern deutlich kleiner. Bei den adulten weiblichen Tieren sind nur die Vorderflügel voll ausgebildet. Männchen haben kurze Vorderflügel und voll entwickelte, transparente Hinterflügel. Charakteristisch für die Männchen sind die stets braun gefärbten Schenkel und Schienen des mittleren Beinpaares. Auch die Vorder- und Hinterbeine weisen an diesen Gliedern je nach Herkunft unterschiedlich ausgeprägte braune Areale auf.

## Verbreitung
Das Verbreitungsgebiet von Pulchriphyllium bioculatum reicht im Westen bis auf die Seychellen und nach Mauritius, im Osten beziehungsweise Süden bis nach Malaysia, Sumatra und Java und im Norden über Indien, Sri Lanka bis nach China.

## Systematik
Die Art wurde 1832 von George Robert Gray als Phyllium bioculatum beschrieben. Sie wurde seit 1904 der 1898 von Griffini aufgestellten Untergattung Pulchriphyllium zugeordnet. Seit 2021 hat diese Untergattung den Status einer Gattung, wodurch aus Phyllium (Pulchriphyllium) bioculatum schließlich Pulchriphyllium bioculatum wurde. Die Unterteilung der Art in verschiedene Unterarten variierte in der Vergangenheit. So wurde Phyllium bioculatum pulchrifolium aus Java und Sumatra zeitweilig als Unterart angesehen. Diese war von 1999 bis 2018 ebenfalls mit Phyllium bioculatum synonymisiert, wird seither aber wieder als eigenständige Art, also als Pulchriphyllium pulchrifolium (Audinet-Serville, 1838) geführt. Deren Synonym Phyllium magdelainei Lucas, 1857, wurde von 1976 bis 2018 ebenfalls als Synonym zu Phyllium bioculatum angesehen. Auch die ehemaligen Unterarten Pulchriphyllium bioculatum scythe Gray, G. R., 1843 (aktuell Pulchriphyllium scythe) und Pulchriphyllium bioculatum crurifolium Audinet-Serville, 1838 (aktuell Pulchriphyllium crurifolium) sind seit 2023 eigenständige Arten. Die Synonyme Phyllium dardanus Westwood, 1859 und Phyllium gelonus Gray, G. R., 1843 werden Pulchriphyllium crurifolium zugerechnet. Damit werden Pulchriphyllium bioculatum aktuell weder Synonyme noch Unterarten zugeordnet.
Hennemann et al. haben 2009 außerdem vorgeschlagen, unterhalb der Gattungen bzw. damaligen Untergattungen eine Einteilung in Artengruppen vorzunehmen. Für Pulchriphyllium bioculatum wird hier die bioculatum-Artengruppe vorgeschlagen, der neben dieser selbst auch noch Pulchriphyllium giganteum und Pulchriphyllium sinense, sowie die seit 2018 wieder valide Pulchriphyllium pulchrifolium zugeordnet werden müssen.

## Haltung im Terrarium
Phyllium bioculatum stellt an die Haltung im Terrarium ähnliche Ansprüche wie die übrigen gehaltenen Arten der Wandelnden Blätter. Allerdings ist für eine erfolgreiche Zucht hier besonders auf die Einhaltung der klimatischen Bedingungen zu achten. Wichtig für eine erfolgreiche Zeitigung der Eier und das Überleben gerade der frisch geschlüpften Nymphen ist neben einer Temperatur von 24 bis 28 °C und einer Luftfeuchtigkeit zwischen 75 und 80 Prozent eine ausreichende Frischluftzufuhr, welche sich über einen kleinen Lüfter oder Ventilator erreichen lässt.
Als Futter eignen sich die belaubten Zweige von Brombeeren, Himbeeren, Rosen und Eichen ebenso wie die von Guaven, auf denen die Art schon Ende des 19. Jahrhunderts erfolgreich in Deutschland gehalten wurde.
Die Art wird von der Phasmid Study Group in drei bis vier Fundortvarietäten gelistet. Eine aus Java stammende Form wurde in den 1970er Jahren eingeführt. Sie wird unter der PSG-Nummer 10 geführt und von einigen Autoren als Phyllium bioculatum var. pulchrifolium bezeichnet. Eine Ende der 1970er Jahre aus Sri Lanka eingeführte Form wird unter der Nummer 59 geführt. Dieser Zuchtstamm, deren Vertreter stellenweise als Phyllium bioculatum var. agathyrsus angesehen werden, ist nicht mehr sicher in Zucht. Eine dritte, gelegentlich als Phyllium bioculatum var. bioculatum angesprochene Form wurde wenig später, nämlich Anfang der 1980er Jahre aus Westmalaysia eingeführt. Sie wird unter der Nummer 60 geführt und der Zuchtstamm gilt als erloschen. Eine weitere unter der Nummer 77 gelistete, Mitte der 1980er Jahre aus Westmalaysia importierte Phyllium-Art wird einigen Autoren zufolge ebenfalls zu Phyllium bioculatum gezählt. Die Eier dieser Form unterscheiden sich sowohl von denen des unter Nummer 10 geführten Zuchtstammes aus Java als auch von denen der ebenfalls aus Westmalaysia stammenden Tiere die unter der Nummer 60 geführt werden. Auch dieser Zuchtstamm ist erloschen.